# Coggeria naufragus
Coggeria
Genre
Espèce
Coggeria naufragus, unique représentant du genre Coggeria, est une espèce de sauriens de la famille des Scincidae.

## Systématique
Le genre Coggeria et l'espèce Coggeria naufragus ont été décrits en 1996 par les herpétologistes Patrick J. Couper (d), Jeanette Adelaide Covacevich (d), S. P. Marsterson (d) et Glenn Michael Shea (d).

## Répartition
Cette espèce est endémique de l'île Fraser au Queensland en Australie.

## Étymologie
Le genre est nommé en l'honneur de l'herpétologiste Harold George Cogger (d) (1935-).
Le nom spécifique, du latin naufragus, « naufragé », fait référence à la distribution de ce saurien.

## Publication originale
- Couper, Covacevich, Marsterson & Shea, 1996 : Coggeria naufragus gen. et sp. nov., a sand-swimming skink from Fraser Island, Queensland. Memoirs of the Queensland Museum, vol. 39, no 2, p. 233-241 (texte intégral).